# Flipper (banda)
Flipper es una banda de hardcore punk formada en San Francisco, California, en 1979, continuando de manera errática hasta mediados de los años 90, reuniéndose luego en 2005. La banda influyó directamente a muchas bandas de grunge, rock gótico, sludge metal y no wave. Su estilo de tempo lento, impulsado por el bajo y por las guitarras punks muy distorsionadas,

## Historia

### Primeros años (1979-1989)
Flipper fue formado por exmiembros de Sleepers y Negative Tendences. Ricky Williams, el miembro fundador y vocalista original, quien tiene los créditos por haberle puesto el nombre a la banda, fue despedido antes de las primeras grabaciones. Bruce Loose y Will Shatter pasaron a intercambiarse las tareas de voz y bajo, ambos con un bajo en el escenario. Ted Falconi, veterano de la Guerra de Vietnam, tocaba la guitarra con un estilo distorsionado único; por último, Steve DePeace tocaba la batería.
Flipper realizó su primera grabación a finales de 1979 mediante la serie de compilaciones de 7" SF Underground lanzada a través de la recién formada Subterranean Records.
En 1981, le siguió el sencillo Love Canal/Ha Ha Ha. La formación original lanzó sus primeros álbumes completos por primera vez en Subterranean en 1982 en el ahora clásico álbum punk Generic Flipper.
La banda comenzó a presentarse regularmente en la zona de San Francisco. Al mismo tiempo, su exclusivo enfoque ralentizado y estridente de punk logró enfurecer a los demás miembros de la escena de punk local, especialmente por la creciente popularidad de un ritmo más rápido llevado a cabo por el hardcore punk. En el documental American Hardcore de 2003, Mark Arm afirma que Flipper es una banda capaz de alterar al público y al mismo tiempo llamar la atención de todos. La banda se promocionó con grafitis hechos con aerosol escribiendo  Flipper Rules (Flipper Manda) alrededor de todo San Francisco, así como el boca a boca.
Después de Generic Flipper, grabaron dos sencillos para Subterranean Records, incluyendo Brainwash/Sex Bomb y Old Lady That Swallowed The Fly/Get Away. Se hicieron muy conocidos dentro de la comunidad punk por el sencillo Sex Bomb, una pista de siete minutos con una letra que solo dice She's a sex bomb, my baby, yeah (Ella es una bomba sensual, mi nena, sí). El lanzamiento original del sencillo Sex Bomb contó con un arte de tapa (o cubierta) hecho a mano por los mismos integrantes de la banda.
Gone Fishin', el siguiente álbum de estudio fue publicado en 1984. Contó con la pista de apertura The Lights, The Sound, The Rhythm, The Noise, Survivors of the Plague y Sacrifice". Fue lanzado por Subterranean. La cubierta del disco presenta una colorida furgoneta junto con figuras de los integrantes de la banda y sus equipos estas podían cortarse y doblarse. Subterranean también ofreció cubiertas extras a través de una pequeña cuota por correo.
En 1984, la disquera de casetes ROIR lanzó un documental de un show en vivo en CBGB titulado Blow'n Chunks que llegó a estar disponible en disco compacto en 1990, siendo republicado una y otra vez. Una reedición de 2001 incluyó cuatro tomas de las sesiones en vivo. El espectáculo incluyó material de todas las etapas de la banda hasta el momento.
Flipper título su álbum doble en vivo de 1986 Public Flipper Ltd. La cubierta del álbum se convertía en un juego de mesa con una rueda giratoria y con tarjetas de juego. Una vez más, Subterranean proporcionó cubiertas extras a través de pedidos por correo.
La formación original comenzó a separarse paulatinamente después de un período de giras, y el cantante y miembro principal Will Shatter murió el 9 de diciembre de 1987 por una sobredosis. Subterranean compiló los sencillos de la banda y algunas rarezas en una colección titulada Sex Bomb Baby, lanzado en 1987. La edición en casete y el consecuente disco compacto este último incluye tres pistas adicionales.

### Después de Will Shatter (1990-1999)
A comienzos de 1990, la banda resurgió con un nuevo sencillo lanzado por Subterranean llamado Someday/Distant Illusion esto los llevó a volver a tocar.  Nürnberg Fish Trials fue lanzado en 1991. La nueva formación de la banda lanzó un nuevo álbum de estudio llamado American Grafishy con la disquera American Recordings de Rick Rubin, el disco se desvió a un estilo nuevo y no fue tan bien recibido como sus anteriores trabajos. Después de que el álbum fuera lanzado, John Dougherty, el bajista de reemplazo, falleció de una sobredosis de drogas.
Rick Rubin también relanzó Album Generic Flipper y la compilación de sencillos Sex Bomb Baby. Para 1997, gran parte de la música de Flipper quedó sin ser publicada, mientras Rubin seguía manteniendo los derechos, aunque en 2007 se habían hecho planes tentativos para que el catálogo de la banda fuese relanzado por American Recordings de Rubin. Finalmente, como parte de un acuerdo legal, Subterranean Records obtuvo el derecho de reeditar las grabaciones en vinilo para los Estados Unidos.

### Reformas (2002-presente)
En 2002, Bruce Loose regresó para un concierto el club 924 Gilman Street en Berkeley como Not Flipper. Los miembros originales de Flipper, salvo el difunto Will Shatter (con Bruno DeSmartass reemplazando una vez más a Shatter, como lo había hecho en una gira de 1982), se reunieron para apoyar el CBGB el 22 y 28 de agosto de 2005. El cantante Bruce Loose apareció en el escenario con un bastón. Esta formación de Flipper continuó tocando en vivo comenzando en 2006, con planes de grabar y lanzar un nuevo álbum en 2007.
En diciembre de 2006, DeSmartass fue reemplazado por Krist Novoselic ex Nirvana en bajo para una gira en Reino Unido e Irlanda, también para varios espectáculos en los Estados Unidos. La canción Scentless Apprentice, que la banda grabó (sin Novoselic) para un álbum tributo de Nirvana en el año 2000, fue añadida a la lista establecida de la banda.
En 2008, la banda grabó un nuevo álbum con Novoselic, Flipper anunció que finalmente lanzarían el nuevo álbum que sería doble, el primero titulado Love, con nuevo material de estudio y el segundo fue un álbum en vivo, titulado Fight, presentado viejas y nuevas canciones. Ambos álbumes fueron producidos por el productor de Seattle Jack Endino y lanzados el 19 de mayo de 2009, fueron bien recibidos. Sin embargo, Novoselic anunció su salida de la banda en septiembre de 2009 debido a responsabilidades en su hogar, obligándolo a la banda a cancelar una gira. Se anunció en el sitio Myspace de la banda que Rachel Thoele, anteriormente de Frightwig, Mudwimin y Van Gogh's Daughter sería la nueva bajista de Flipper.
También, a finales de 2008, los álbumes de Flipper fueron reeditados en una variedad de formatos. Water Records reeditó cuatro álbumes en disco compacto: Album – Generic Flipper, Gone Fishin', Public Flipper Limited y Sex Bomb Baby! Su reedición en vinilo se fijó para el año 2009 por el sello 4 Men With Beards, un sello de la disquera Runt. Por último, el 6 de enero de 2009, estos cuatro álbumes fueron lanzados en formato digital. En el Reino Unido, las reediciones de Flipper fueron lanzadas por Domino Records.

## Influencia en otros músicos
Junto con My War (1984) de Black Flag, el estilo punk ralentizado y distorsionado impulsado por el bajo de Flipper es considerado como uno de los precursores claves del sludge metal de  bandas como Melvins. Kurt Cobain vistió una camiseta de Flipper hecha por él mismo, en las fotos del álbum de Nirvana In Utero, en la primera presentación de la banda en el Saturday Night Live en 1992, en el que también presentaron el vídeo musical Come as You Are. Cobain y Krist Novoselic citaron a Flipper como una de las bandas de punk de principios y mediados de los años 80 que más influenció su banda.
En el documental American Hardcore, Moby afirmó que fue vocalista principal de Flipper debido a que «sabía todas sus canciones») por dos días mientras el cantante Will Shatter estaba en prisión,. Sin embargo, la banda lo niega.
Eric Avery de Jane's Addiction dijo que los ritmos continuos y repetitivos de Flipper fueron una influencia notoria para los primeros sonidos de Jane's Addiction.
En Get in the Van, que muestra las memorias de la escena punk de principios de los años 80, Henry Rollins de Black Flag describió la experiencia de ver a Flipper: Ellos simplemente eran pesados. Más pesados que tu. Más pesados que cualquier cosa [...] Cuando tocaban eran asombrosos.

### Canciones versionadas
Melvins grabó su canción Sacrifice en su álbum Lysol. También versionaron Way of the World, la cual aparece en la compilación Singles 1-12. La banda de música electrónica/industrial belga Lords Of Acid versionaron Sex Bomb y lanzaron una versión en vivo el disco compacto Do What You Wanna en 1995. La pista inicia con Praga Khan acreditando a Flipper, declarando que era una canción versionada.

## Miembros

### Miembros actuales
- Ted Falconi – guitarra (1979-presente)
- Steve DePace – batería (1979-presente)
- Rachel Thoele – bajo (2009-2015, 2019-presente)
- David Yow - voz (2015-presente), bajo (2015-2019)

### Antiguos miembros
- Will Shatter – bajo (1979-1987; murió el 9 de diciembre de 1987), voz (1979-1987; murió el 9 de diciembre de 1987)
- Ricky Williams – voz (1979; murió el 21 de noviembre de 1992)
- Bruce Loose - voz (1979-2015), bajo (1979-1983, 1983-1990, 1993-2006)
- Bruno DeSmartass – bajo, guitarra (1983, 2005-2006, 2015)
- John Dougherty – bajo (1990-1993; murió en 1993)
- Krist Novoselic – bajo, guitarra (2006-2009)

## Discografía

### Álbumes de estudio
| Título                  | Año  | Discográfica                                             |
| Album - Generic Flipper | 1982 | Subterranean Records, reeditado en Water Records en 2008 |
| Gone Fishin'            | 1984 | Subterranean Records, reeditado en Water Records en 2008 |
| American Grafishy       | 1993 | Def American                                             |
| Love                    | 2009 | FLIPPER                                                  |

### Álbumes en vivo
| Título                                | Año  | Discográfica                                             |
| Blow'n Chunks                         | 1984 | ROIR                                                     |
| Public Flipper Limited Live 1980-1985 | 1986 | Subterranean Records, reeditado en Water Records en 2008 |
| Nürnberg Fish Trials                  | 1991 | Musical Tragedies                                        |
| Live At CBGB's 1983                   | 1997 | Overground                                               |
| Fight                                 | 2009 | MVDaudio                                                 |

### Sencillos
| Título                                                     | Año  | Discográfica                        |
| Love Canal/Ha Ha Ha                                        | 1980 | Subterranean Records                |
| Sex Bomb/Brainwash                                         | 1981 | Subterranean Records                |
| Get Away/The Old Lady Who Swallowed A Fly                  | 1982 | Subterranean Records                |
| Someday/Distant Illusion                                   | 1990 | Subterranean Records                |
| Flipper Twist/Fucked Up Once Again                         | 1992 | Matador Records                     |
| Sex Bomb (remix)/Falconi's Horn Concerto In D-Fault (live) | 1993 | Teen Sensation Records/Def American |

### Compilaciones
| Título        | Año  | Discográfica |
| Sex Bomb Baby | 1988 | Subterranean Records, reeditado en Infinite Zero Archive/American Recordings en 1995, reeditado en Water Records en 2008 |

### DVD
| Título                             | Año                   | Discográfica             |
| Flipper Live: Target Video 1980-81 | 19 de febrero de 2008 | Music Video Distributors |

### Otras apariciones
- Earthworm en SF Underground (1979)
- Falling, Lowrider y End of the Game en Live At Target (1981)
- Ha Ha Ha en Let Them Eat Jellybeans (1981)
- Sacrifice en Not So Quiet on the Western Front (1982)
- Life en Rat Music for Rat People (1982)
- Ever en Eastern Front (1983)
- Ever y Sex Bomb en The Wanna-Be-An-Indie-But-Got-Too-Much-$ Sampler (1992)
- Some Day en SXSW (1993)
- Love Canal y Get Away en Infinite Zero Promotional CD#2 (1994)
- Ha Ha Ha en Old School Punk (1998)
- Scentless Apprentice (versión de Nirvana) en Smells Like Bleach: A Punk Tribute to Nirvana (2000)
- Sad But True en A Punk tribute to Metallica (2001)
- Ha Ha Ha en American Hardcore's Official Movie Soundtrack (2006)